# Olympische Jugend-Sommerspiele 2014/Teilnehmer (Aserbaidschan)
| Gelbes Symbol für Goldmedaillen mit stilisierten Olympischen Ringen | Graues Symbol für Silbermedaillen mit stilisierten Olympischen Ringen | Braundes Symbol für Bronzemedaillen mit stilisierten Olympischen Ringen |
| ------------------------------------------------------------------- | --------------------------------------------------------------------- | ----------------------------------------------------------------------- |
| 5                                                                   | 6                                                                     | 1                                                                       |

Die Jugend-Olympiamannschaft aus Aserbaidschan für die II. Olympischen Jugend-Sommerspiele vom 16. bis 28. August 2014 in Nanjing (Volksrepublik China) bestand aus 21 Athleten.

## Athleten nach Sportarten

### Bogenschießen
Mädchen
- Suğraxanım Müqabilzadə
Einzel: 17. Platz
Mixed: 8. Platz (mit Hiroki Mutō  Japan)

### Boxen
Jungen
- Rüfət Hüseynov
Halbfliegengewicht: Gold
- Məsud Yusifzadə
Fliegengewicht: 6. Platz
- Məhəmmədəli Tahirov
Superschwergewicht: 4. Platz

### Judo
| Mädchen - Leyla Əliyeva Klasse bis 44 kg: Silber Mixed: 5. Platz (im Team Van de Walle) | Jungen - Natiq Qurbanli Klasse bis 55 kg: Silber Mixed: 9. Platz (im Team Tani) |

### Leichtathletik
| Mädchen - Behafeta Abreha 3000 m: 8. Platz 8 × 100 m Mixed: 59. Platz - Yelena Qladkova Stabhochsprung: 10. Platz 8 × 100 m Mixed: 53. Platz | Jungen - Nazim Babayev Dreisprung: Bronze 8 × 100 m Mixed: 22. Platz |

### Ringen
| Mädchen - Leyla Qurbanova Freistil bis 52 kg: Silber | Jungen - Cabbar Nəcəfov Griechisch-römisch bis 50 kg: Silber - İslambək Dadov Griechisch-römisch bis 69 kg: Gold - Teymur Məmmədov Freistil bis 63 kg: Gold - İqbal Hacızadə Freistil bis 100 kg: Gold |

### Rudern
Jungen
- Boris Yotov
Einer: Silber

### Schießen
Jungen
- Ürfan Axundov
Luftpistole 10 m: 16. Platz
Mixed: 6. Platz (mit Afaf El-Hodhod  Ägypten)

### Schwimmen
Mädchen
- Elvira Həsənova
200 m Lagen: 26. Platz

### Taekwondo
| Mädchen - Ceren Özbek Klasse bis 44 kg: Silber - Safiyə Polat Klasse bis 49 kg: 5. Platz - Gülxanım Yeşildağ Klasse bis 55 kg: 9. Platz | Jungen - Səid Quliyev Klasse bis 73 kg: Gold |